# Radziejowa
Die Radziejowa ist ein 1262 m (nach anderen Angaben 1266 m) hoher Berg in den Sandezer Beskiden (Beskid Sądecki) in der Woiwodschaft Kleinpolen in Polen und damit die höchste Erhebung dieser Gruppe. Der Berg liegt an der Grenze des Powiat Nowosądecki zum Powiat Nowotarski ungefähr zwischen den Kleinstädten Szczawnica und Piwniczna-Zdrój wenige Kilometer nördlich der Grenze zur Slowakei. In der Nähe des Bergs liegt das Naturschutzgebiet Rezerwat przyrody Baniska.

## Zugang

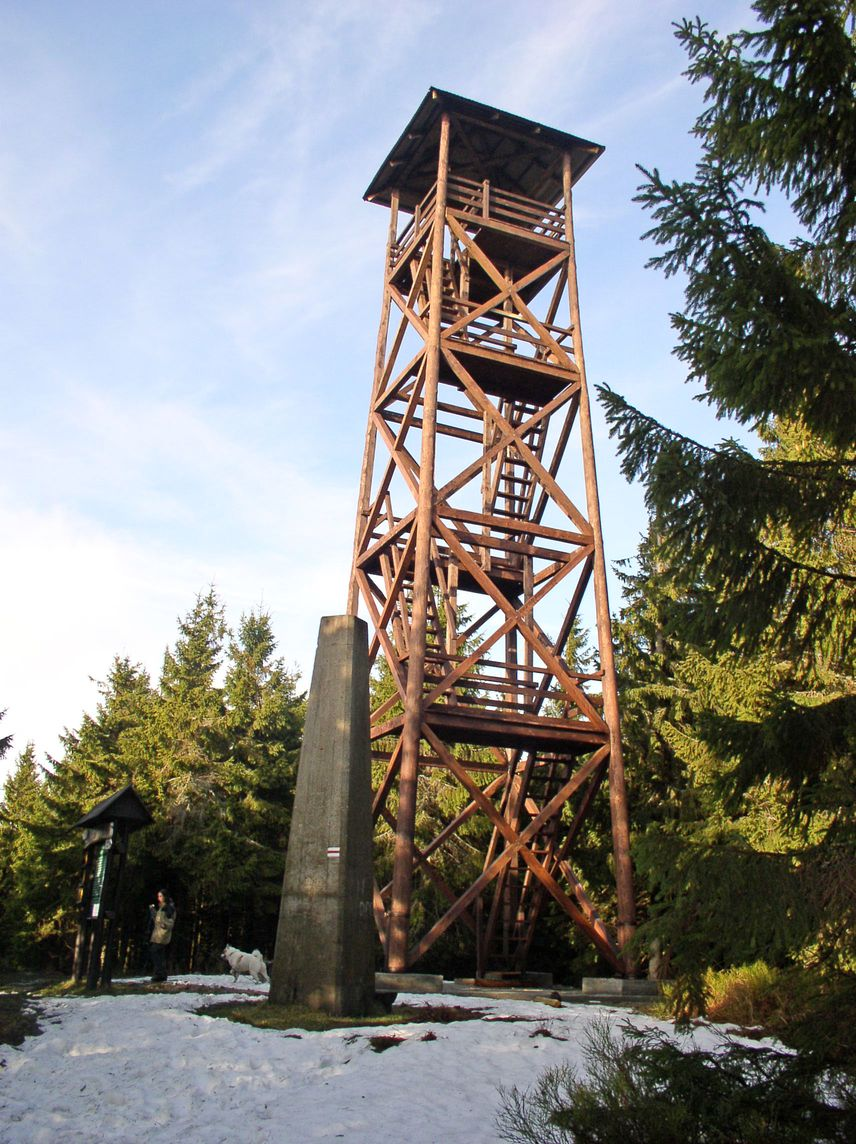
Aussichtsturm auf der Radziejowa

Über die im Landschaftsschutzpark Popradzki Park Krajobrazowy gelegene Radziejowa führt der Beskiden-Hauptwanderweg (Główny Szlak Beskidzki) (rote Markierung).